# Al-Mamun (abbàssida)
Abu-l-Abbàs Abd-Al·lah al-Mamun (àrab: أبو العباس عبد الله المأمون, Abū l-ʿAbbās ʿAbd Allāh al-Maʾmūn), més conegut pel seu làqab al-Mamun (14 de setembre de 786-833), fou califa abbàssida de Bagdad (814-833).

## Joventut
La nit del seu naixement es va dir la nit dels tres califes perquè a la mateixa nit va morir al-Hadi, va pujar al tron Harun ar-Raixid, i va néixer el futur al-Mamun. La seva mare Marajil era una concubina originària de Badghis, que va morir a causa del part. Fou el més gran dels onze fills d'ar-Raixid i fou criat per al-Zubayda, la neta d'al-Mansur, esposa d'ar-Raixid i mare del futur al-Amin (nascut l'abril del 787). Va rebre una educació esmerçada clàssica àrab i religiosa i va mostrar gust pel coneixement.
El 794 ar-Raixid va designar primer successor Muhammad (futur al-Amin, nascut de pare i mare abbàssides) el qual fou proclamat com a tal pel seu tutor al-Fadl ibn Yahya al-Barmaki i jurat a Bagdad. Abu-l-Abbàs Abd-Al·lah va ser proclamat segon hereu tenint com a tutor Djafar ibn Yahya al-Barmaki. Ar-Raixid va designar encara un tercer hereu, al-Kasim (al-Mutamin) fill d'una concubina, que tenia el suport del seu tutor abbàssida Abd al-Malik ibn Salih (802). Tot i els tres successors el califa principal seria al-Amin que residiria a Bagdad i els dos hereus rebrien respectivament les províncies de Khurasan (el gran Khurasan fins a Rayy i Hamadan), i la Jazira i Síria del Nord. D'altra banda el 800 l'autonomia d'Ifríqiya havia quedat establerta amb el reconeixement dels aglàbides encarregats de lluitar contra kharigites, alides i omeies. El 29 de gener de 803, ar-Raixid, poc després de tornar del pelegrinatge a la Meca, es va desfer dels barmàquides executant Djafar ibn Yahya i arrestant Fadl ibn Yahya i altres germans que foren empresonats a al-Rafika. Llavors Abu-l-Abbàs Abd-Al·lah va rebre com a tutor Fadl ibn Sahl, fill d'un zoroastrià d'un poble proper a Kufa, antic servidor dels barmàquides, que després es va convertir a l'islam (806).
Als 18 anys (804) es va casar amb la seva cosina Umm Isa (filla de Musa al-Hadi) amb la qual va tenir dos fills, Muhammad al-Asghar i Abd Allah. Va tenir també diverses concubines. El 808 Harun ar-Raixid es va ocupar de la situació al Khurasan que estava agitat per la revolta de Rafi ibn Layth, net de Nasr ibn Sayyar (el darrer governador omeia de la província), en contra de la política centralista del governador abna al-dawla Ali ibn Isa ibn Mahan (796-806) i acompanyat d'Abu-l-Abbàs Abd-Al·lah i el seu tutor Fadl ibn Sahl, i del visir al-Fadl ibn al-Rabi (successor dels barmàquides al front del govern central) es va dirigir a Khurasan, i va morir a Tus el 24 de març del 809; Abu-l-Abbàs Abd-Al·lah havia arribat per la seva banda amb l'exèrcit fins a Merv.

## La guerra civil
El nou califa al-Amín va ordenar tot seguit el retorn de l'exèrcit i l'enviament del tresor, la qual cosa privava de mitjans al seu germà per liquidar la revolta a Transoxiana, Sistan i Kirman, on estava revoltat el xiïta Hamza ibn Abd Allah al-Shari des de 795, i altres llocs. Però al-Mamun va seguir una política hàbil: va concedir autonomia als caps locals aconseguint el suport de l'aristocràcia, va augmentar el sou de l'exèrcit, va reduir un quart el kharadj, va restaurar l'eficàcia de l'administració i va celebrar diversos mazalim o assemblees que va presidir. Els fukaha i els mutakallim (mutazilites) que eren perseguits a l'Iraq, van ser ben rebuts i alguns foren consellers escoltats; ben aviat les diferents revoltes van quedar suprimides i només Hamza es va mantenir rebel al Sistan; les poblacions locals alides se li van sotmetre per un acord amb la dawa hashimiyya instal·lada a Merv.
A l'oest al-Hadi amb el suport del seu visir al-Fadl ibn al-Rabi ibn Yunus, cap dels mawla del califa (la influència del qual havia augmentat a càrrec dels kitabs o secretaris com els barmàquides), Bakr al Mutamir (encarregat del segell) i al-Sindhi ibn Shahar (cap de la policia) va intentar guanyar suport i va fer alliberar Ali ibn Isa ibn Mahan (nomenat cap de la guàrdia califal). L'abbàssida Abd al-Malik Salih que donava suport a al-Mutamin, fou arrestat i la Síria fou confiada a Thabit ibn Nasr, net de Malik ibn Haytham al-Khuzai (un dels dotze nukaba de la dawa ismaïlita hashimiyya i home de confiança d'Abu Muslim). Egipte, que estava governat per Abd al-Aziz ibn Abd al-Rahman al-Azdi descendent d'un dai hashimita i ex governador del Khurasan, era potencialment dissident i només Hijaz on Zubayda, la reina mare, havia repartit diners, estava assegurada per al-Amin. El conflicte obert va començar el 810. Les províncies oriental defensant l'autonomia regional i les occidentals els privilegis, el centralisme i la successió patrilineal.
El primer acte fou el nomenament de Musa, fill infant d'al-Amin, com a hereu del califat (un més a la llista de moment, el quart). Una delegació va anar a Merv per convèncer al-Mamun d'anar a Bagdad per exercir com a conseller del seu germà. Al-Mamun va refusar. Al-Amin va exigir llavors el pagament dels excedents de l'imports de Rayy, Kumis i Khurasan occidental; després va exigir nomenar agents fiscals al Khurasan i va seguir la designació d'un agent de correus (equivalent a agent d'informació) a Merv. Però ben aconsellat per Fadl ibn Sahl, al-Mamun va refusar totes aquestes pretensions que no s'ajustaven a allò disposat per Harun ar-Raixid. En resposa, al-Amin va proclamar el seu fill Musa (fill d'una concubina) com primer hereu en perjudici d'al-Mamun, i un altre fill, Abd Allah (també fill de concubina), com a segon hereu (en perjudici d'al-Mutamin). En resposta, al-Mamun va prendre el títol d'imam a petició d'Ibrahim ibn Muhammad, fill de Muhammad ibn Ali, hereu d'Abu Hashim (el fill de Muhammad ibn al-Hanafiyya). L'imam tenia una autoritat religiosa per damunt de l'amir al-muminín. Les comunicacions entre les dues parts de l'imperi van quedar tallades. Al-Mamun va comptar amb alguns agents secrets a la cort de Bagad, especialment al-Abbas ibn Isa, fill de l'antic hereu Isa ibn Musa (que havia estat obligat a abdicar) i alguns altres reclutats per al-Fadl ibn Shal.
Al-Amin va ordenar al seu germà lliurar el Khurasan i en no obtenir resposta va nomenar Ali ibn Isa ibn Mahan com a governador del Djibal (districtes de Qom, Nihawand, Hamadan i Esfahan) amb l'encàrrec de restaurar el poder del califat a Khurasan (març del 811). Les seves forces eren principalment els abna al-dawla, khurasanians establerts a l'Iraq. Entre aquests, destaca Khuzayma ibn Khazim, fill de Khazim ibn Khuzayma (governador dels Awasim, Jazira i Síria del Nord). Alguns abna al-dawla van estar a l'altre costat, com Harthama ibn Ayan, mawla dels Bani Banu Dabba de Balkh i antic partidari d'Isa ibn Musa, que va donar suport a al-Mamun i fou nomenat cap de la seva guàrdia mentre el seu fill Hatim ibn Harthama ibn Ayan era nomenat governador d'Egipte per al-Amin; Zuhayr ibn al-Musayyib ibn Zahayr al-Dabbi, que fou nomenat governador de Sistan, i el seu germà al-Mamun ibn al-Musayyib ibn Zahayr al-Dabbi, nomenat cap de la policia, mentre un tercer germà Muhammad ibn al-Musayyib ibn Zahayr al-Dabbi era encarregat d'armament d'al-Amin; Shahib, net de Kahtaba ibn Shabib al Tai, nomenat governador de Kumis, i del qual tota la resta de la família donava suport a al-Amin; i Muhammad ibn al-Ashath al-Khuzai, la família del qual estava instal·lada prop de Bukharà.
Abd Allah fill del nakib al-Malik ibn al-Haytham al-Khuzai, que tenia molts parents al camp d'al-Amin, va refusar la direcció dels afers militars, i també ho va fer Yahya ibn Muadh ibn Muslim, mawla dels Banu Dhuhl i veterà de l'exèrcit d'Harun ar-Raixid. Això va obrir la porta a la promoció del general Tahir ibn al-Husayn de Bushandj, parent d'Abu Mansur Talha ibn Zurayk, mawla dels Khuzaa (un dels dotze nukaba de la dawa hasimiyya encarregat de la correspondència amb l'imam Ibrahim). Tahir governava la seva vila natal i havia participat en la revolta de Rafi ibn al-Layth contra Ali ibn Isa ibn Mahan (fins a la seva destitució per Harthama ibn al-Ayan el 808). Al-Mamun el va nomenar governador del Djibal el 811, i fou enviat a Rayy amb un petit exèrcit (5000 homes) per enfrontar a Ali ibn Isa ibn Mahan que avançava amb 40.000 homes. Els dos exèrcits es van trobar a prop de Rayy i en la batalla va morir Ali ibn Isa (3 de juliol del 811) i això va donar la victòria a Tahir que va rebre el títol honorífic de Dhu l-Yaminayn (Tahir Abu l-Tayyib Dhu'l-Yaminayn ibn al-Husayn ibn al-Musab). Va ocupar llavors Qazvín i va avançar cap Hamadan on s'havia retirat l'exèrcit del califa que va rebre 20.000 homes de reforç des d'al-Anbar manat per Abd-ar-Rahman ibn Jabala al-Abnawí, on fou assetjat però altre cop Tahir fou victoriós i Ibn Djababa va resultar mort en la batalla d'Asadabad (812). Amb la conquesta de tot el Jibal s'obria la ruta a Bagdad.
Al-Amin va mobilitzar dos exèrcits més, un dels abna al-dawla amb 20.000 homes manats per Abd Allah ibn Humayd (net del cap de l'exèrcit revolucionari abbàsida el 750 Kahtaba ibn Shabib al Tai), i un altre, també de 20.000 homes, àrabs manats pel qaysita Ahmad ibn Mazyad al-Shaybani de la tribu dels Banu Rabia de l'Al-Jazira. Tahir va explotar la rivalitat dels dos grups i els va poder enfrontar l'un contra l'altre. Al-Amin va haver de reclutar gent a Síria on el 811 havia patit una revolta sufiànida. Abd al-Malik ibn Salih fou restaurat com a governador dels Awasim (Jazira i Síria) i al-Husayn ibn Ali ibn Isa (fill d'Ali ibn Isa ibn Mahan) fou encarregat del reclutament, però les rivalitats entre qaysites i kabites o iemenites no afavorien la situació. Així al-Husayn ibn Ali va donar un cop d'estat a Bagdad (març del 812) i va fer arrestar a al-Amin, proclamant al-Mamun, però quan va abandonar Bagdad per anar a combatre Tahir un contracop va restaurar al-Amin i en retornar al-Husayn fou mort pels seus antics companys. El visir al-Fadl ibn al-Rabi, veient la causa d'al-Amin perduda a mitjà termini va passar a la clandestinitat i al-Amin va nomenar al seu lloc el seu katib al-sirr (secretari) Ismail ibn Sulayh al-Harraní, que no havia estat mai partidari de la guerra civil. Al mateix temps al-Mamun era proclamat califa únic a Merv i Fadl ibn Sahl rebia el títol de Dhu Riasatayn (comandant civil i militar). Tahir va rebre orde d'avançar cap al Khuzestan defensat pel muhallàbida Muhammad ibn Yazid ibn Hatim (resident a Ahwaz). Tahir el va derrotar i el muhallàbida de Bàssora, Ibn Abi Uyayna, es va sotmetre a Tahir i a al-Mamun i va salvar la posició de la família, i va ser nomenat governador d'Aràbia oriental (Bahrayn després al-Ahsa, Yamama i Oman) mentre el govern de Bàssora fou donat al príncep abbàssida Ismail ibn Djafar.
Tahir va avançar cap a Kufa, on van trobar resistència, i després cap a Madain que van ocupar, arribant a l'oest de Bagdad. Un segon exèrcit khurasania manat per Harthama ibn Ayan fou enviat per al-Mamun per ajudar a ocupar la capital (agost del 812). El setge de Bagdad va durar tretze mesos (812-813), per la resistència especial dels ayyarun, sorgits del petit poble, que actuaven com a guerrilla urbana que va aconseguir aturar l'exèrcit regular de Tahir; aquest va bombardejar la ciutat i la va destruir en part. Progressivament les províncies occidentals van reconèixer al-Mamun: a l'Hijaz sota influència del cap del pelegrinatge al-Abbas ibn Musa ibn Isa; Egipte amb el suport del kalbites iemenites; Ifríqiya sota els aglàbides (que reconeixien qualsevol poder establert); Síria del nord i Jazira, al perdre al seu governador Abd al-Malik ibn Sali, mort el 812, es va fer autònoma, imitada per l'Azerbaidjan i per Armènia.
Al-Amin fou abandonat pels seus que van negociar amb Tahir. Finalment es va rendir (setembre del 813) a Harthama ibn Ayan, que el va tractar amb respecte i l'haguera salvat, però va caure en mans de Tahir que el va fer executar la nit del 24 al 25 de setembre del 813. Tahir fou nomenat governador dels Awasim i Hasan ibn Sahl (germà del visir d'al-Mamun, Fadl) fou nomenat governador de l'Iraq. Tahir va haver de combatre contra Nasr ibn Shabath al-Ukayli al-Laythi, net d'un dels principals caps kaysites, fortificat a Kaysum al Diyar Mudar (i va plantar cara fins al 825). A l'Azerbaidjan els caps àrabs es van erigir en senyor de les viles que controlaven (però la seva autonomia es va acabar el 821). A finals del 814 Harthama ibn Ayan fou nomenat governador de l'Hijaz i Síria però no en va prendre possessió.

## Conflictes successoris
Hasan no va saber atreure als abna de Bagdad i l'agitació d'aquests va començar dirigida per la família Banu Khalid (Ahmad ibn Abi Khalid servia a al-Mamun però la resta de la família li era hostil). Aquesta situació d'enfrontament fou aprofitada pels alides zaydites per ocupar el poder a part de l'Iraq el 26 de gener del 815 quan Muhammad ibn Ibrahim conegut com a Ibn Tabataba, descendent de Hasan ibn Ali fill d'Alí ibn Abi-Tàlib i de Fàtima az-Zahrà, fou proclamat al-Rida min al-Muhammad a Kufa. Va rebre el suport d'Abu l-Saraya al-Sirri ibn Mansur al Shaybani que havia abandonat l'exèrcit d'Harthama ibn Ayan. Les forces de Hasan foren derrotades però Ibn Tabataba va quedar ferit i va morir (febrer del 815) i fou proclamat al seu lloc Muhammad ibn Muhammad ibn Zayd. A la Bàssora l'hussaynita Zayd, fill de Musa al-Kazim, es va revoltar per venjar l'execució del seu pare pels abbàssides el 799 (per ordre d'Harun ar-Raixid). També a Kufa els alides es van aixecar i tots van avançar cap a Bagdad. Hasan va demanar ajut a Harthama ibn Ayan que va derrotar el seu antic lloctinent Abu l-Saraya al-Sirri, al qual va executar l'octubre del 815. Kufa i Bàssora foren recuperades i en aquesta Zayd al-Nar "l'Incendiari" fou capturat i enviat a Merv. Hi havia altres focus xiïtes a Hijaz (La Meca) i el Iemen. A la primera s'havia proclamat Muhammad al-Dibadj, net de l'imam Djafar al-Sidick (novembre) però el moviment fou reprimit per Hamdawayh ibn Ali, fill d'Ali ibn Isa ibn Mahan i el seu cap enviat a l'exili a Gurgan. Al Iemen Ibrahim ibn Musa al-Djazzar, fill de Musa al-Kazim, va aconseguir establir-se de manera sagnant (fou anomenat al-Djazzar, el Carnicer) el setembre del 815, però Hamdawayh va acabar sufocant el moviment.
Al-Mamun va maniobrar bé. Va reconèixer el dret dels alides a tenir un imam (així va evitar la mort dels rebels capturats) i va proclamar successor un fill del màrtir Musa al-Kazim, Ali ibn Musa, el germà de Zayd (el revoltat a Bàssora) i d'Ibrahim (el revoltat al Iemen) que seria proclamat al-Rida min al-Muhammad. Harthama ibn Ayyan, que s'oposava a aquesta política, fou executat el juny del 816 per consell del visir al-Fadl ibn Sahl. Això provocà la revolta del seu fill, Hatim ibn Harthama, governador d'Armènia, i es va aliar a altres caps de l'Azerbaidjan, fet que va permetre l'inici de l'acció de Babak el khurramita a Badh al sud de l'Araxes (816). La successió d'Ali ibn Musa va obligar Hasan a abandonar Bagdad on es va instaurar un triple poder: el d'al-Rida i els alides, el dels ansaris sorgits del petit poble i manats per Sahl ibn Salama al-Ansari (natiu de Khurasan), i el d'al-Mansur ibn al-Mahdi fill d'una concubina persa, com a delegat d'al-Mamun (18 de gener del 817). Hasan es va establir a Wasit. El 24 de març del 817 al-Mamun declarava hereu Ali ibn Musa al-Kazim en perjudici del seu propi germà al-Mútamid, amb el títol d'al-Rida min al-Muhammad (era conegut com a Ali al-Rida) i va abandonar la bandera negra dels abbàssides en favor de la verda. En endavant l'elecció de l'imam es faria en el si del descendents de Hashim, ancestre comú de Mahoma i dels seus oncles al-Abbas (origen dels abbàssides) i Abu Tàlib (origen dels alides). Un cens del 816 estimava els nombre d'haiximites en 30.000. Quan la notícia es va saber a l'Iraq (quatre mesos després) els abbàssides van reaccionar.

## La segona guerra civil
El governador de Bàssora, Ismail ibn Djafar ibn Sulayman ibn Ali va refusar hissar la bandera verd i a Bagdad els fills del califa al-Mahdi dirigien l'oposició: al-Mansur (nascut d'una filla del ishpabadh dabúyida del Tabaristan, Khurshid, anomenada al-Buhturiyya) va refusar ser proclamat califa però el seu germanastre Ibrahim ibn al-Mahdi (nascut de Shakla, filla de l'expropiat masmughan de Damawand) va acceptar (17 de juliol del 817) i va proclamar com el seu hereu el seu nebot Ishak ibn Musa al-Hadi, cunyat d'al-Mamun. Diversos prínceps abbàssides com Ibrahim ibn Muhammad ibn Abd al-Wahhab ibn Ibrahim i Abu Ishak (que després fou al-Mutasim) li donaven suport, i també l'antic visir al-Fadl ibn al-Rabi, l'antic cap de policia al-Sindi ibn Shahak que havia recuperat el càrrec, i els abna tant els de la branca d'Ali ibn Isa ibn Mahan com els Banu Khalid, i fins i tot antics partidaris d'al-Mamun. Això implicava gairebé la represa de la guerra civil.
Ibrahim ibn al-Mahdi va controlar Bagdad eliminant Sahl ibn Salama al-Ansari que controlava el barri d'Harbiyya. Després es va dirigir a Kufa controlada per al-Abbas, germà d'al-Rida, que va haver de fugir (novembre del 817). Però Hasan ibn Sahl estava al seu quarter general de Wasit i va recuperar Bàssora. Egipte, sota el governador Abd al-Aziz ibn Abd al-Rahman al-Azdi, va donar suport a Ibrahim, i els aglàbides com sempre van restar neutrals. Fadl ibn Sahl va amagar la situació a al-Mamun però al-Rida li va comunicar el que passava. El califa va agafar les coses en mà i va optar per solucions polítiques i no militars: va anunciar el retorn a Bagdad (fet que garantia el paper de capital i satisfeia a l'aristocracia local) i el 22 de gener del 818 va abandonar Merv i hi va deixar Ghassan ibn Abbad com a governador. Quan va arribar a Sarakhs, on Fadl ibn Sahl exercia un domini complet, com que aquest li havia amagat la situació fou assassinat (per ordre d'al-Mamun) el 13 de febrer de 818, però el seu germà Hasan ibn Sahl, governador de l'Iraq, fou ascendit i nomenat visir, i el califa es va prometre amb la filla de Hasan. El matrimoni fou acordat pel desembre del 825. Després va arribar a Tus. De manera premeditada el califa avançava amb extrema lentitud.
Mentre Ibrahim trobava resistència: Asad es va revoltar al barri d'Harbiyya (fou reprimit); Mahdi ibn Alwan al-Shari al-Haruri es va revoltar entre Bagdad i Madain, quarter general d'Ibrahim (però també fou derrotat pel futur al-Mutasim); i d'alguns abna al-dawla. Alertat del complot d'aquests darrers, Ibrahim va tornar a Bagdad el 21 d'agost de 818 i va fer arrestar el seu germanastre al-Mansur ibn al-Mahdi, implicat en la conjura, i altres conspiradors. Llavors Hasan ibn Sahl es va apoderar de Madain i del Nahr Diyala. Mentre Ali al-Rida moria a Sanabad (prop de Tus) el 5 de setembre del 818 i els xiïtes van quedar convençuts que havia estat enverinat per al-Mamun (l'indret es va dir llavor Mashad). A Bagdad un cop d'estat dirigit per Isa ibn Abi Khalid havia de capturar Ibrahim i lliurar-lo a al-Mamun el 29 d'abril de 819 però el pla fou avortat i Isa fou empresonat però això va portar a la seva família a l'oposició a Ibrahim i es va posar al costat d'al-Mamun, que ara era a Gurgan. Fadl ibn al-Rani, altre cop veient la causa d'Ibrahim perduda, el va abandonar i va tornar a la clandestinitat. Ibrahim va fer aliança amb el seu antic enemic Sahl ibn Salama al-Ansari per mobilitzar el poble. El 13 de juliol de 819 es va escapar pels pèls a un complot dels seus caps militars que el volien lliurar a al-Mamun i va decidir abandonar la política i fugir amb destí desconegut. Hasan ibn Sahl va entrar a Bagdad i poc després també es va retirar a causa d'una malaltia i quan al-Mamun va arribar a Hulwan el camí a Bagdad estava net. El general Tahir, que estava retirat a Rakka, va rebre ordre d'anar a Bagdad i el 13 d'agost del 819 al-Mamun feia la seva entrada triomfal a la capital. Al cap d'una setmana readoptava la bandera negra però conservava el títol d'imam, el qual va seguir amb els seus successors. Tahir fou nomenat cap de la policia i va cedir el govern de Khorasan i Transoxiana als samànides pel seu suport, i Pèrsia als Tahírides el 822.

## Període de postguerra
Del 820 al 823 al-Mamun va donar suport a la revolta de Tomàs l'Eslau a l'Àsia Menor, i en qüestió de mesos, només dos temes d'Anatòlia es van mantenir lleials a l'emperador Miquel el Tartamut. Quan els àrabs van capturar Tessalònica, la segona ciutat més gran de l'Imperi, va ser ràpidament represa pels romans d'Orient. El setge de Constantinoble de Tomàs el 821 no va superar les muralles de la ciutat, i es va veure obligat a retirar-se. Fins al 830, al-Mamun no va poder reprendre els atacs al territori romà d'Orient. Per posar fi a la revolta Nasr ibn Shabat a Kaysum, el govern de Síria i Jazira fou confiat al veterà Yahya ibn Muadh ibn Muslim, que tampoc no va poder finalitzar la revolta. Al Baix Iraq el zutts van provocar una sèrie de disturbis (820), ja que controlaven les vies de comunicació (les van tenir fins al 834). Tahir ibn al-Husayn fou nomenat governador del Khurasan i beneficant-se de les condicions en què havia estat atorgat el govern a al-Mamun va gaudir d'àmplia autonomia i va fundar la dinastia dels Tahírides del Khorasan. El seu cosí Ishak ibn Ibrahim ibn Musab va quedar com a delegat a l'Iraq al front de la policia i el seu fill Abd Allah ibn Tahir fou encarregar de restablir l'autoritat califal a les províncies autonomes. Fou Abd Allah que va posar fi a la revolta de Nasr ibn Shabat a Kaysum (es va rendir el 825). A l'Azerbaidjan fou Isa ibn Abi Khalid el que va posar fi a l'autonomia dels caps àrabs a les principals viles (821) però va fracassar a la regió muntanyosa dominada per Babak que controlava els principat de Siunia i Baylakan a l'Arran (a l'altre costat del riu Araxes). Les expedicions de Sadaka ibn Ali al-Azdi (824) i les de Muhammad ibn Humayd al-Tai (o al-Tusi, 827-829) no van poder acabar amb revolta en un territori on la guerrilla era més eficaç que l'exèrcit regular.
El 822 després de la successió de Tahir ibn al-Husayn (Tahir Abu l-Tayyib Dhu'l-Yaminayn) en favor del seu fill Talha ibn Tahir (822-828), Ahmad ibn Abi Khalid va dominar el principat d'Ushrusana, amb el suport de Haydar ibn Kawus, el fill del príncep local (afshin) que s'havia refugiat amb al-Mamun. Un altre príncep local, Mazyar ibn Karin, expulsat dels seus territoris a les muntanyes Elburz, fou nomenat governador del Tabaristan, Ruyan i Dunbawand, que depenien del tahírides. Els prínceps locals sotmesos a al-Mamun es van convertir a l'islam i van rebre el títol de mawali amir al-Muminin (mawles del príncep dels creients). El 822 va esclatar al Iemen una revolta alida fomentada per Abd al-Rahman ibn Ahmad, però es va acabar rendint a través d'una reconciliació. Una revolta a Qom, a causa de la negativa a rebaixar el kharadj, fou reprimida (825, i per segona vegada el 831). El 826 Abd Allah ibn Tahir va restaurar el poder califal a Egipte. Ifríqiya va restar autònoma sota els aglàbides. El 826 exiliats andalusins s'apoderaven de Creta i poc després els aglàbides iniciaven la conquesta de Sicília (827)
El 827 el califa va proclamar el mutazilisme com a doctrina oficial. El 828 el califa va prendre el control de les forces militars dividides en tres cossos:
1. El primer manat per Ishaq ibn Ibrahim, encarregat de l'Iraq i el Jibal i Fars
2. El segon sota al-Abbàs ibn al-Mamun, encarregat de la frontera amb l'Imperi Romà d'Orient
3. El tercer confiat a Abu-Ishaq Muhàmmad al-Mútassim (germà i després successor d'al-Mamun) encarregat d'Egipte

El 829 la situació a Egipte era greu i els musulmans i coptes es van revoltar contra el sistema impositiu i van derrotar les forces d'Abu Ishak Muhammad. Al mateix temps a l'Azerbaidjan, el kurramita Babak aconseguia matar Muhammad ibn Humayd al-Tusi (o al-Tai) en la seva segona expedició, i l'exèrcit califal fou rebutjat. Al-Mamun va haver d'enviar Abd Allah ibn Tahir, però abans de poder intervenir va assolir el govern de Khurasan, en morir el seu germà Talha. En aquest temps es va acabar la revolta d'Hamza ibn Adrak que durava un terç de segle al Sistan i Kirman, i llavors la pacificació de l'Azerbaidjan i Armènia fou confiada a Ali ibn Hisham, un dels principals generals d'al-Mamun, que no va tenir èxit. Ali es va acabar revoltant a Jibal, Azerbaidjan i Armènia.
El califa havia acollit refugiats romans d'Orient, els paulicians, però fins al 820 no es va iniciar la guerra amb els grecs. Al-Mamun en persona en va dirigir l'expedició. Pel camí al-Mamun va descobrir la comunitat religiosa sabea d'Haran alguns dels quals es van fer musulmans però molts van restar fidels a les seves creences (que han arribat fins avui dia); una fatwa va declarar aquesta religió d'acord amb els principis de l'islam. En aquesta campanya foren ocupades algunes fortaleses a Capadòcia (la Matamir dels àrabs) però l'emperador Teofil va atacar les fortaleses musulmanes de Massisa i Tars. Això va provocar la segona campanya d'al-Mamun el 831 acompanyat del seu fill al-Abbas i del seu germà (i després hereu) al-Mutasim. Després d'una sèrie de combats menors, al-Mamun va rebutjar l'intercanvi de presoners i una treva per cinc anys que se li va proposar, i es va retirar a Damasc, des d'on va anar a Egipte on va posar fi personalment a la revolta de musulmans i coptes. Reduïts els rebels, es va decretar una reforma fiscal i el sistema de la kabala va substituir l'antiga col·lecta i l'estat prendria en consideració la conjuntura en els anys de dificultat. Les relacions amb els nubians van millorar (832).
Va tornar al front romà d'Orient el 832 des d'Adana, on va morir el seu visir Amr ibn Masada i va assetjar la fortalesa de Lu'lu'a que portava a Tíana, la qual va capitular. L'emperador Teofil va tornar a proposar una treva i l'intercanvi de presoners. Mentrestant, la revolta d'Ali ibn Hisham va ser derrotada i el rebel executat (juny del 832). A l'hivern va preparar la campanya de l'any següent contra Amòrion. Poc abans de la seva mort, al-Mamun va proclamar hereu el seu germà al-Mutassim. Va morir a prop de Tars l'agost del 833. Deixava obertes les revoltes dels kurramites al Jibal i a l'Azerbaidjan, la dels zutt al baix Iraq, del sufyanida al-Mubarka a Síria i la dels abna al-dawla favorables a la successió del fill al-Abbas. Aquestes rebel·lions foren sotmeses per al-Mutassim, al Jibal el 833, al baix Iraq el 834, a l'Azerbaidjan el 837, els abna el 838 i a Síria el 841. La revolta del príncep-governador Mazyar al Tabaristan també fou reprimida per al-Mutasim el 840. Malgrat això, la mort d'Al-Mamun marca el principi de la fi de l'època daurada de la dinastia abbàssida.

## Política religiosa
Al-Mamun té una importància particular perquè es troba en la base de les discussions teologico-filosòfiques que han escindit l'islam al llarg dels segles. Pels sunnites era qüestió de principis admetre que l'Alcorà, llibre que conté la paraula de Déu, era etern i, conseqüentment, increat, és a dir, el verb de Déu existia amb aquest. Però Al-Mamun, basant-se en el mateix Alcorà, en la sura 43, ayat 2/3 (“Ens hem donat (xalna-hu) un Alcorà àrab”), sostenia tot el contrari, recolzant així els mutazilites, partidaris del lliure albir. I com que volia que els funcionaris de l'administració compartissin les seves idees, decidí que fossin interrogats sobre això per la mihna, que havia actuat abans perseguint heretges i relapses. En conseqüència va declarar la mihna (abril del 833) que inicià perquisicions per deslliurar el govern d’heretges i els funcionaris es defensaren jurant en fals (l'islam admet la taqyya o abjuració, en el cas que la vida dels seus fidels estigui en perill) o resistint i anant a parar a la presó i al turment, com va ocórrer amb el gran jurista Ibn Hanbal.